# 서호학산 나들목
서호학산 나들목(Seoho-Haksan IC)은 전라남도 영암군 서호면 청용리에 설치된 남해고속도로의 2번 교차로(나들목)이다. 남해고속도로 영암 ~ 순천 구간 공사 초기에는 계획이 없었던 나들목이었으나 서영암 나들목의 진입이 불편하다는 영암군 지역민들의 요구에 계획하게 되었다. 개통 당시 명칭은 학산 나들목이었으며, 2018년 1월 1일에 현재의 서호학산 나들목으로 변경되었다. 이 나들목은 영암 방향 진입과 순천 방향 진출만 가능하며, 이용 차량은 서영암 요금소의 가장 바깥 차로를 이용한다. 지방도 제819호선을 통해 서호면, 학산면, 군서면, 영암읍내로 진출할 수 있다.

## 연혁
- 2012년 4월 27일 : 남해고속도로 영암 ~ 순천 구간 개통에 따라 학산 나들목으로 영업 개시[1]
- 2018년 1월 1일 : 서호학산 나들목으로 변경[2]

## 구조물 정보
- 위치 : 전라남도 영암군 서호면 청용리
- 영업소(서영암 요금소) : 전라남도 영암군 서호면 남해고속도로 5

## 접속하는 도로
- 노정길
- 간접 연결 : 지방도 제819호선 (망월천로, 영암로, 금계 교차로 이용)

## 서영암 요금소
서영암 요금소(西靈巖料金所, W.Yeongam TG)는 전라남도 영암군 서호면 남해고속도로 5에 위치한 남해고속도로 본선 상의 요금소이다. 서호학산 나들목과 일체형을 이루고 있으며, 본선 요금소 역할 뿐만 아니라 서호학산 나들목의 진출입 전용 요금소 역할도 병행한다. 이 때 요금소의 가장 바깥 차로를 이용한다. 2012년 4월 27일 영암 ~ 순천 구간이 개통하면서 영업을 개시했으며, 2017년 10월 요금소 내에 스마트톨링 시스템이 도입되었다.

### 연혁
- 2012년 4월 27일 : 남해고속도로 영암 ~ 순천 구간 개통에 따라 영업 개시[3]
- 2017년 10월 : 스마트톨링 시스템 도입[4]
- 기존 요금소를 폐지하고 완전 스마트톨링 시스템으로 전환될 예정.

## 교통량 정보
서영암 요금소 기준이다. 폐쇄식은 본선 이용 차량, 개방식은 서호학산 나들목 이용 차량의 수이다.
| 요금소          | 통행량 (대/일) | 통행량 (대/일) | 통행량 (대/일) | 통행량 (대/일) | 통행량 (대/일) | 통행량 (대/일) | 통행량 (대/일) | 통행량 (대/일) | 각주  |
| 요금소          | 2012년         | 2013년         | 2014년         | 2015년         | 2016년         | 2017년         | 2018년         | 2019년         | 각주  |
| --------------- | -------------- | -------------- | -------------- | -------------- | -------------- | -------------- | -------------- | -------------- | ----- |
| 서영암 (폐쇄식) | 3,580          | 3,916          | 4,187          | 4,719          | 4,853          | 5,039          | 5,079          | 5,473          | [ 5 ] |
| 서영암 (개방식) | 751            | 946            | 1,222          | 1,577          | 1,842          | 2,000          | 2,098          | 2,275          | [ 5 ] |

## 순천 방향(상행선)
- 하이패스 전용 진출차로 : 1,3차로
- 일반 진출차로 : 2,4차로

## 영암 방향(하행선)
- 하이패스 전용 진출차로 : 1,3,4차로
- 일반 진출차로 : 2차로